# Lundbladska priset
Lundbladska priset, stiftat 1789 av professorn i Lund Johan Lundblad, skulle enligt givarens förordnande årligen av Svenska akademien tilldelas den vitterhetsidkare utom Svenska Akademien som inom det gångna året antingen vunnit ett av akademiens stora pris eller utgivit någon annan skrift, som akademien prövat god och vittnande om snille. 
Stiftandet avsåg närmast en tacksamhetsgärd mot akademins dåvarande sekreterare, Nils von Rosenstein, för det denne åt Lundblad utverkat rättighet att till Lund förlägga ett boktryckeri För efterkommande innehavare av detta boktryckeriprivilegium utfäste Lundblad det villkor att årligen till Svenska akademien erlägga priset med 50 riksdaler specie. Detta fullgjordes till 1833, då tryckeriets innehavare kom på obestånd. I januari 1805 bestämde akademien att detta pris kunde givas även åt den som fått akademiens mindre pris. 
Lundbladska priset gavs första gången (1789) åt Magnus Lehnberg, sista gången (1833) åt Anders Abraham Grafström Det ersattes 1835 av Karl Johans pris, sedermera kallat Kungliga priset

## Pristagare
- 1789 – Hovpredikanten Magnus Lehnberg
- 1790 – Kapten Johan Magnus Lannerstierna
- 1791 – Hovsekreteraren Carl Michael Bellman
- 1792 – Professor Johan Adam Tingstadius
- 1793 – Notarien Isac Reinhold Blom
- 1794 – Magister docens Frans Michael Franzén
- 1795 – Notarien Isac Reinhold Blom
- 1797 – Studeranden G. Winberg.
- 1798 – Magister docens Benjamin Höijer
- 1799 – Stabsadjutanten friherre Bengt Franc-Sparre.
- 1800 – Magister docens Anders Carlsson Kullberg
- 1801 – Magister docens Michael Choraeus
- 1802 – Protokollssekreteraren Gustaf Regnér
- 1803 – vice Notarien Emanuel Wahlgren
- 1804 – Doktor Carl Birger Rutström
- 1805 – Amanuensen Per Adam Wallmark
- 1806 – Kopisten David Krutmejer
- 1807 – Hovpredikanten Carl Peter Hagberg
- 1808 – Sekreteraren Johan David Valerius
- 1809 – Sekreteraren Johan Erik Remmer
- 1810 – Rektor Gustaf Abraham Silverstolpe
- 1811 – Magister Carl Ulrik Broocman
- 1812 – Sekreteraren Per Adolf Granberg
- 1813 – Bergmästaren Gustaf Broling
- 1814 – Magister Samuel Hedborn
- 1815 – Herr Pehr Henrik Ling
- 1816 – Kommerserådet Johan Adolf Hertzman
- 1817 – Protokollssekreteraren Jonas Magnus Stiernstolpe
- 1818 – Prosten P. Sallander.
- 1819 – Sekreteraren Per Adolf Granberg
- 1820 – Doktor Göran Wahlenberg
- 1821 – Expeditionssekreteraren Johan Erik Remmer
- 1822 – Akademiadjunkten Magnus Bruzelius
- 1823 – Professor Johan Wilhelm Zetterstedt
- 1824 – Seminarieprefekten Carl Georg Rogberg
- 1825 – Generalkonsuln Johan Fredrik af Lundblad
- 1826 – Kopisten Karl August Nicander
- 1827 – Professor Samuel Grubbe
- 1828 – Juris utriusque kandidaten och amanuensen Johan Erik Rydqvist
- 1829 – Kungliga sekreteraren Göran Gabriel Ingelman
- 1830 – Professor Johan Henrik Schröder
- 1831 – Komministern Carl Fredric Dahlgren
- 1832 – Missionären Petrus Læstadius
- 1833 – Lektorn Anders Abraham Grafström